# Campionato greco di pallavolo femminile
Il campionato greco di pallavolo femminile è un insieme di tornei pallavolistici per squadre di club greche, istituiti dalla Federazione pallavolistica della Grecia.

## Struttura
- Campionati nazionali professionistici:

Volley League: a girone unico, partecipano dodici squadre squadre.
- Campionati nazionali non professionistici:

Pre League: a girone unico, partecipano dodici squadre.
A2 Ethnikī: partecipano ? squadre.
- Campionati locali non professionistici.